# Greater Impact Foundation
Greater Impact Foundation (GIF) — американский частный некоммерческий фонд (траст), специализирующийся на инвестициях социального воздействия и венчурной филантропии. Основан в 2008 году, базируется в городе Мелвилл, штат Нью-Йорк. Фонд аккумулирует средства из различных источников и инвестирует их на долгосрочной основе в социальные предприятия развивающихся стран, главной целью которых является борьба с нищетой, масштабные изменения социальной среды и экологическая устойчивость (возобновляемые источники энергии, системы ирригации, сохранение лесов, микрокредитование бедных фермеров). С помощью инвестиций, консультаций и другой помощи Greater Impact Foundation доводит эти социальные предприятия до той стадии самоокупаемости, когда им для каждодневной деятельности не нужно внешнее финансирование. По состоянию на начало 2015 года фонд предоставил грантов различным организациям почти на 1,5 млн долларов, что помогло изменить жизнь к лучшему более чем 12 тыс. человек (общие активы Greater Impact Foundation составляют свыше 15 млн долларов).

## Деятельность
Основными регионами активности Greater Impact Foundation являются Африка (Кения, Уганда, Танзания), Южная Азия (Индия, Непал), Латинская Америка (Мексика, Гаити). Фонд выступал инвестором следующих предприятий: KOMAZA, UpEnergy, KickStart International, Global Cycle Solutions, Drishtee Foundation, EcoZoom, Sistema Biobolsa, EarthSpark, Food For The Poor и многих других.